# Nyctophilus sherrini
Nyctophilus sherrini (Thomas, 1915) è un pipistrello della famiglia dei Vespertilionidi endemico della Tasmania.

## Descrizione

### Dimensioni
Pipistrello di piccole dimensioni, con la lunghezza dell'avambraccio tra 44,3 e 46,4 mm, la lunghezza della tibia tra 20 e 21,1 mm, la lunghezza delle orecchie tra 27,2 e 29,8 mm e un peso fino a 18,9 g.

### Aspetto
La pelliccia è corta e densa. Le parti dorsali sono bruno-grigiastre scure, mentre le parti ventrali sono più chiare. Il muso è tronco, con un disco carnoso all'estremità dove si aprono le narici e dietro al quale è presente un rigonfiamento ben sviluppato e attraversato longitudinalmente da un solco superficiale. Gli occhi sono piccoli. Le orecchie sono lunghe, larghe ed unite sulla fronte da una membrana cutanea. Le ali sono e attaccate posteriormente alla base delle dita dei piedi, L'estremità della lunga coda si estende leggermente oltre l'ampio uropatagio.

## Biologia

### Comportamento
Si rifugia in singolarmente o a coppie nelle cavità degli alberi.

### Alimentazione
Si nutre di insetti catturati al suolo o talvolta in volo.

### Riproduzione
Danno alla luce due piccoli alla volta l'anno.

## Distribuzione e habitat
Questa specie è endemica della Tasmania.
Vive nelle foreste secche di sclerofille.

## Conservazione
La IUCN Red List, considerato che ci sono ancora poche informazioni circa le dimensioni della popolazione e la sua diffusione, classifica N.sherrini come specie con dati insufficienti (DD).